# 香取健一
香取 健一（かとり けんいち、1927年10月3日 - 2011年8月25日）は、日本の経営者。東洋ゴム工業（現在のTOYO TIRE）社長・会長を務めた。

## 来歴・人物
岡山県出身。1953年に東京商科大学（現在の一橋大学）を卒業し、同年に東洋ゴム工業に入社した。1981年6月に取締役に就任し、1984年6月に常務、1986年3月に専務を経て、1988年6月に副社長に就任し、1989年6月には社長に昇格した。1993年6月に会長に就任し、1994年6月から相談役を務めた。
1992年11月に藍綬褒章を受章し、2000年11月に勲三等旭日中綬章を受章した。
2011年8月25日、脳幹梗塞のために死去した。83歳没。